# Rakuten Monkeys
I Rakuten Monkeys (樂天桃猿T, Lètiān TáoyúanP), in precedenza First Financial Holdings Agan (第一金控金剛T, abbreviato 第一金剛T), La New Bears (La New 熊T) e Lamigo Monkeys (Lamigo 桃猿T), sono una squadra di baseball professionistica taiwanese che gioca nella Chinese Professional Baseball League. Dal 2020 sono di proprietà della Rakuten, società giapponese di commercio elettronico.
Giocando col nome di La New Bears si sono qualificati la prima volta per i playoff nel 2006; in quanto vincitori di entrambe le metà della stagione hanno ottenuto la qualificazione diretta alle Taiwan Series, successivamente vinte contro gli Uni-President 7-Eleven Lions.
Hanno giocato gli incontri casalinghi al Chengcing Lake Baseball Field di Kaohsiung dal 2004 al 2010. Nel 2011 si sono spostati al Taoyuan International Baseball Stadium, cambiando nome in Lamigo Monkeys; dopo l'acquisto da parte di Rakuten hanno mantenuto il nome "Monkeys".

## Palmarès
- Taiwan Series: 7 (2006[1], 2012[2], 2014[2], 2015[2], 2017[2], 2018[2], 2019[2])